# Siemens C35i

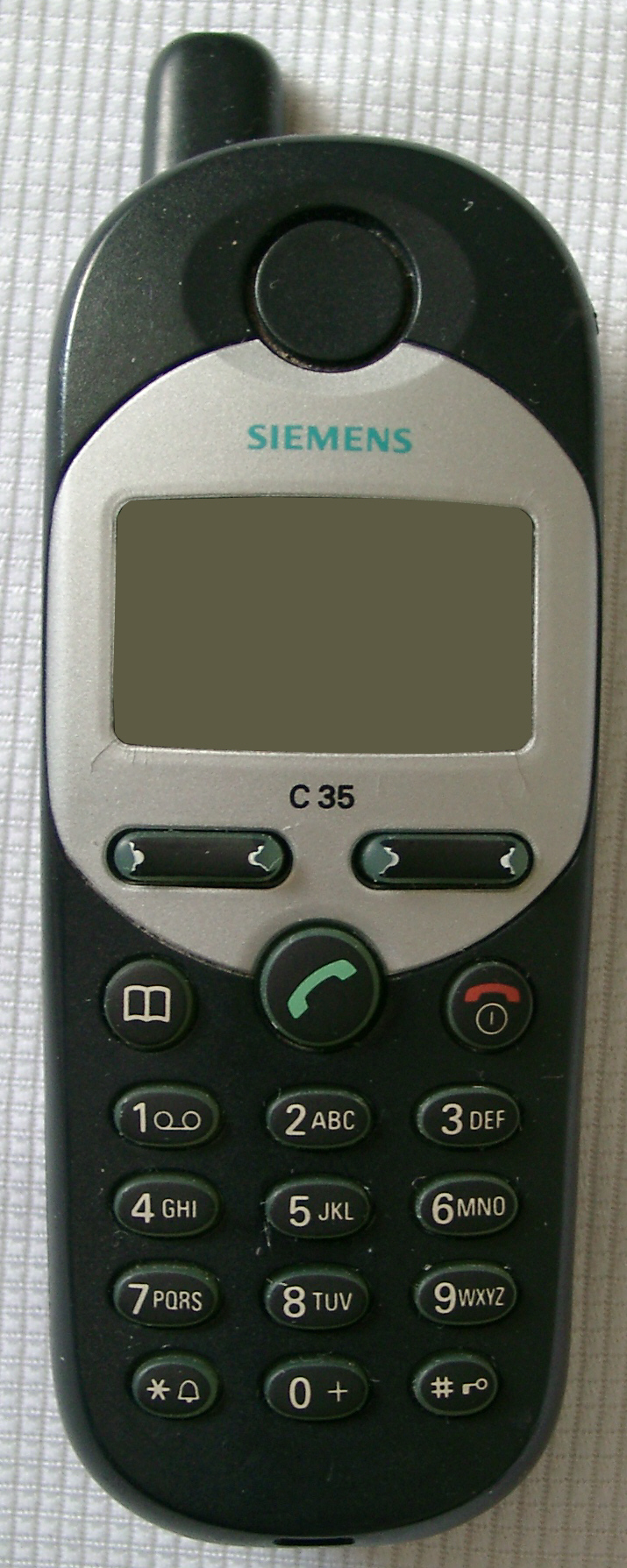
Siemens C35i

Siemens C35 je mobilní telefon firmy Siemens, představený v březnu roku 2000. Spolu s ním byly představeny i modely S35 a M35. Je to pokračovatel řady C a nástupce modelu C25. Tento v mnoha směrech přelomový model přinesl do řady C ovládání, převzaté a poprvé použité v manažerském modelu S25. Důležité změny se odehrály na poli funkční výbavy, kdy tento model přinesl do své, tedy nižší střední třídy, dříve nevídané prvky. Jednalo se zejména o podporu technologie WAP, tedy přístup na mobilní internet (model C35 podporu WAP také neměl, na rozdíl od C35i). Objevilo se také vibrační vyzvánění a rozsáhlý vnitřní telefonní seznam na 100 jmen, dále vyzváněcí profily či povedené hry. Telefon obdržel v anketě Mobil roku 2000 druhé místo. Je považován ze jeden z nejúspěšnějších modelů značky.

## Fyzické parametry
Telefon má fyzické rozměry 118 × 46 × 21 mm a jeho váha bez SIM karty se standardní baterií je 116 g. Jedná se o telefon klasické konstrukce. Vnější kryt není standardně výměnný. Anténa telefonu není integrovaná, toto řešení se objevuje ale u modelů S35 a M35.

## Displej
Jedná se o monochromatický grafický displej. Má tvar obdélníku. Rozlišení displeje je 101x54 bodů. Při čtení či psaní SMS zobrazí tři řádky, při použití WAP pět. Je podsvícen zelenými diodami.

## Baterie
Standardně dodávaná baterie telefonu má kapacitu 500 mAh a je typu NiMH. Udávaná maximální doba pohotovostního režimu je 180 h. Nejvyšší udávaná doba hovoru je 300 minut. Existuje ale široké spektrum dokoupitelných baterií s různými parametry.

## Funkční výbava
Telefon byl v době svého uvedení koncipován jako telefon nižší třídy pro široké rozšíření. Přesto jeho výbava byla na svou dobu rozsáhlá. Telefon disponuje pamětí pro 100 telefonních čísel. Podporuje SMS pouze ve standardní délce 160 znaků, má slovník T9 a WAP. Dále je zde spektrum různých doplňkových funkcí, jako podpora času a data, vyzváněcí profily, budík či vestavěný jednoduchý kalkulátor. Telefon má rovněž hry.